# Torre de Santa María de Lezama

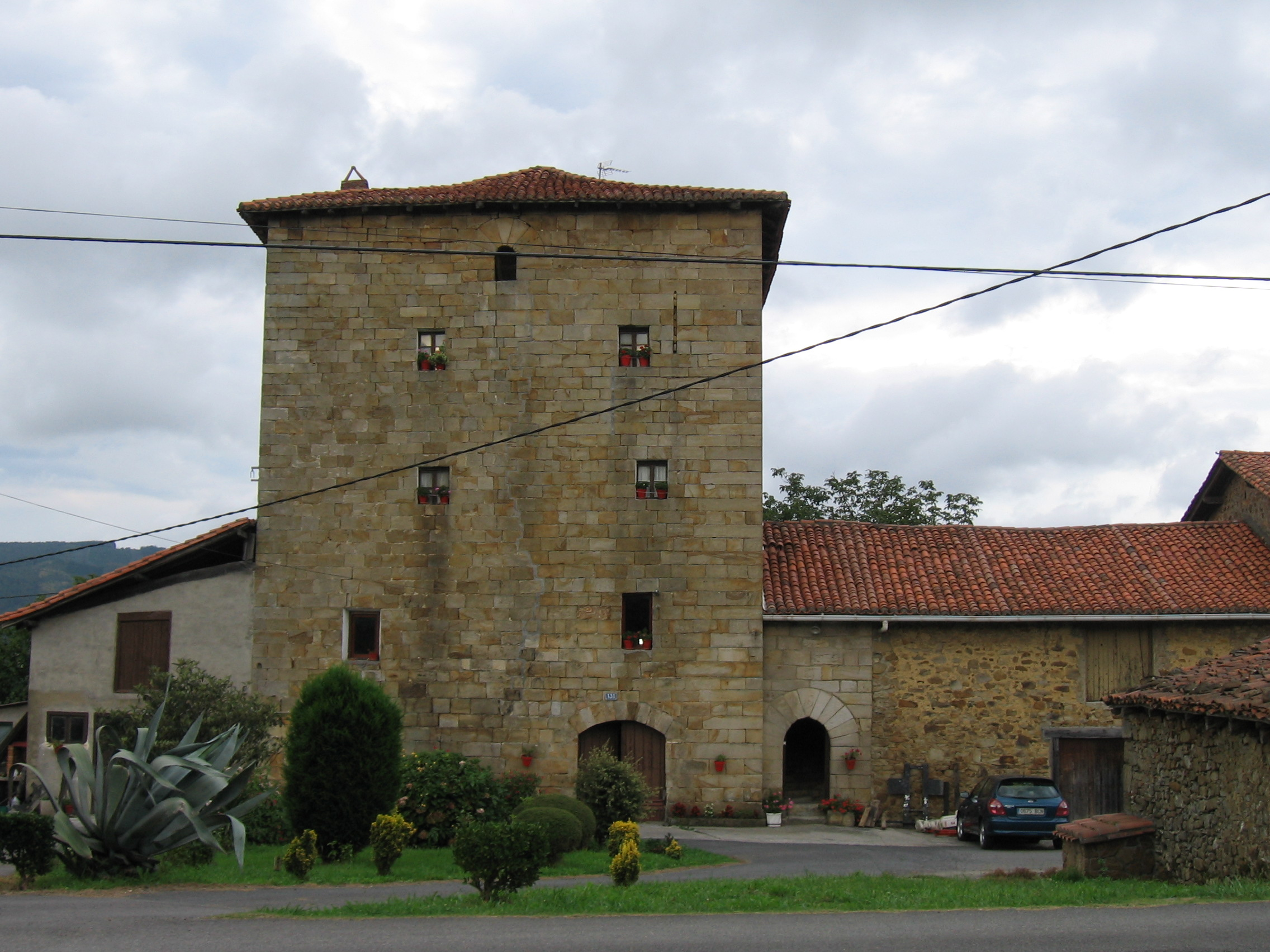
Torre de Lezama.

La Torre de Lezama (Vizcaya, España), sita en el barrio Aretxalde, es un edificio del siglo XVI que refleja un volumen prismático simple, compacto, de gran esbeltez y realizado íntegramente en sillería arenisca. Presenta patín de acceso, actualmente englobado en el caserío construido junto a la torre. El volumen es murario, sobrio y sin apenas vanos. Todas sus fachadas son paños lisos y sin concesiones ornamentales. Su hermetismo y solidez le confieren el aire de fortaleza, pues casi no posee otros elementos de carácter militar. 

## Descripción
La torre es de planta cuadrada de unos 10 metros de lado, con una altura aproximada de 16 metros y cubierta a cuatro aguas de teja cerámica curva. Tiene planta baja, tres alturas y bajocubierta. 
Las fachadas presentan una distribución levemente irregular de los vanos, que se caracterizan por ser rectangulares, adintelados mediante dos sillares y sin ornamentación. Se ubican sólo en las plantas intermedias. En el borde superior central de cada fachada existe un arco de medio punto de grandes dovelas radiales, siendo estos vanos los únicos existentes en bajocubierta. Hay aspilleras marcando estrechas líneas verticales de gran longitud, con el borde superior apuntado, dispuestas a distintos niveles en las zonas altas de los muros. 
La Torre de Lezama en su fachada oeste presenta en planta baja un arco escarzano en la parte derecha, próximo al patín, y restos de un vano en la izquierda, mientras las plantas superiores tienen seis ventanas, dos por planta, y dos aspilleras en la parte derecha del tercer piso. La fachada sur presenta un caserío anexo en toda su base por lo que queda oculto el patín y parte del muro de la fachada. Tiene dos vanos en el lateral derecho, tres aspilleras parcialmente cegadas y presenta orificios cuadrados de pequeñas dimensiones sobre el patín. La fachada norte es un paño totalmente ciego, salvo el vano de la bajocubierta que ha visto sustituido el arco por un dintel y una aspillera en la parte superior izquierda. En esta fachada hay un anexo degradante ocupando toda la base. La fachada este tiene cuatro ventanas dos de ellas en planta primera, en la parte superior hay tres líneas de aspilleras y en la base hay una apertura reciente de pequeño tamaño. 
El patín ocupa todo el ancho de la fachada sur y conserva el muro de sillería que lo protegía, así como su ingreso en arco ojival apuntado de grandes dovelas, encima de las cuales hay un sillar con los restos de un escudo muy desgastado posiblemente con dos flores de lis. Por el patín pétreo de un tramo recto se sube a un descansillo en la planta primera donde está la entrada a la torre. El ingreso a la torre es en arco ojival y encima de sus dovelas hay un conjunto de cuatro azulejos con la inscripción: "El marqués de la Torrecilla, Torre Lezama, Conde de Aramayona", y aparece un escudo partido con las armas de Butrón y las armas de Mújica.
El espacio interior se caracteriza por su tipología constructiva basada en un único pie derecho central de madera en cada una de las plantas hasta la cubierta. El pie derecho central recoge una viga en sentido norte-sur, que junto con el perímetro de los muros de mampostería de las fachadas este y oeste forman la estructura principal que sustenta los forjados de madera. Los cuatro pisos responden al mismo concepto estructural, destacando la existencia de canes pétreos para albergar vigas en los muros oeste y este de la planta segunda. Interiormente la iluminación se consigue mediante los vanos adintelados y las aspilleras fuertemente abocinadas, aunque parcialmente cegadas. Los muros tienen un grosor de metro y medio e interiormente son de mampostería enlucida. La torre cuenta con un espacio diáfano en planta baja, sin comunicación con los pisos superiores, donde una aspillera se orienta hacia el arranque del patín en la fachada sur. El resto de las plantas se unen mediante un núcleo de escalera de madera comunicando las habitaciones y cocina de planta primera y las dependencias superiores.